# Goldzügel-Waldsänger
Der Goldzügel-Waldsänger (Myioborus pariae) auch Goldaugen-Waldsänger ist ein kleiner Singvogel aus der Gattung Myioborus in der Familie der Waldsänger (Parulidae). Das Verbreitungsgebiet befindet sich im nordöstlichen Venezuela. Von der IUCN wird die Art seit 2000 als „stark gefährdet“ (endangered) geführt.

## Merkmale
Goldzügel-Waldsänger erreichen eine Körperlänge von 13 Zentimetern. Die Flügellänge beträgt beim Männchen 5,7 Zentimeter, beim Weibchen sind keine genauen Angaben bekannt. Adulte Goldzügel-Waldsänger und Jungvögel ab dem ersten Jahr haben ein rötlich braunes Kronengefieder, das restliche Kopfgefieder ist grau und das Oberseitengefieder ist leicht oliv verwaschen ebenfalls grau. Die breiten gelben Augenringe sind durch ein schmales gelbes Band über dem Vorderkopf miteinander verbunden und bilden dadurch eine prägnante Brille. Ein weiteres charakteristisches Merkmal sind die äußeren weißen Schwanzfedern. Die Flügel sind schwärzlich mit grauen Federrändern. Das Unterseitengefieder ist hellgelb und die Unterschwanzdecken und der Bürzel weiß. Schnabel und Beine sind ebenfalls schwärzlich. Das Weibchen ähnelt dem Männchen, eine genaue Beschreibung ist jedoch wie bei den juvenilen Exemplaren nicht bekannt.

## Vorkommen, Ernährung und Fortpflanzung

Verbreitung

Goldzügel-Waldsänger sind Standvögel. Das Verbreitungsgebiet befindet sich im Nationalpark Península de Paria und an angrenzenden Bergregionen auf der Halbinsel Paria im Bundesstaat Sucre im nordöstlichen Venezuela. Sie bewohnen einzeln oder paarweise die Randbereiche von Kaffeeplantagen, Wolkenwälder sowie feuchte Bergwälder auf dem Gipfel Cerro Azul, Cerro Patao, Cerro el Olvido und auf dem an der Grenze zum Nationalpark liegenden Gipfel Cerro Humo, meist in Höhen von 800 bis 1150 Metern. Früher kamen sie auch bis zu einer Höhe von 650 Metern vor. Oft sind sie dabei in Gesellschaft der Vogelarten Zuckervogel (Coereba flaveola) und Goldstirn-Vireo (Hylophilus aurantiifrons) zu sichten. 
Sie ernähren sich überwiegend von Insekten und weiteren Wirbellosen. Teilweise lauern sie wie die Fliegenschnäpper auf vorbeifliegenden Insekten. Über die Bebrütungs- und Nestlingszeit gibt es keine genauen Untersuchungen.

## Gefährdungsstatus und Bestandszahlen
Die IUCN listet die Art seit 2000 als „stark gefährdet“ (endangered). Hauptursache ist Lebensraumvernichtung. Die größte Population befindet sich auf den Berg Cerro Humo. 1948 wurde ein Einzeltier auf Cerro Azul gesichtet. Die genaue Populationszahl ist nicht bekannt, es wird jedoch angenommen, dass Goldzügel-Waldsänger in diesem Bereich noch vorkommen. Ein weiteres Einzeltier wurde 1988 auf Cerro El Olvido gesehen sowie eine kleine Gruppe 1999. Auch auf Cerro Patao soll sich eine kleine Population befinden, die genaue Anzahl ist jedoch unbekannt. Die Vogelschutzorganisation BirdLife International schätzt die Populationsgröße auf 2500 bis 10.000 Individuen.